# Democracy Watch (Canada)
 (février 2021).
Si vous disposez d'ouvrages ou d'articles de référence ou si vous connaissez des sites web de qualité traitant du thème abordé ici, merci de compléter l'article en donnant les références utiles à sa vérifiabilité et en les liant à la section « Notes et références ».
Democracy Watch est un organisme canadien qui promeut une culture démocratique dans la gouvernance des États et des entreprises.

## Origine et objet
Democracy Watch, fondé en 1993 par Duff Conacher, préconise la réforme démocratique, la responsabilisation du gouvernement et les questions de responsabilité des entreprises. Il fournit renseignements, soutien, et travaille en collaboration avec les organisations de bon gouvernement ainsi qu'avec les organismes s'occupant des responsabilités des entreprises, et ce partout dans le monde, y compris, en particulier avec GlobalIntegrity.org (qui évalue l'état de la démocratie et de bon gouvernement dans les différents pays).

## Appellation spécifique
Alors que d'autres organisations appelées Democracy Watch ont été créées depuis 1993 (par exemple, au Bangladesh, au Libéria et en Thaïlande), ces organisations ne sont pas affiliés à Democracy Watch (Canada). Democracy Watch (Canada) met l'accent sur la réforme démocratique au Canada, tandis que d'autres organisations de réforme démocratique se concentrent sur leur propre pays. Democracy Watch du Canada n'est pas non plus affilié à International Democracy Watch.